# デルバート・マン
デルバート・マン（Delbert Mann, 1920年1月30日 - 2007年11月11日）は、アメリカ合衆国の映画監督、テレビドラマ演出家。カンザス州出身。

## 略歴
カンザス州ローレンス出身。父親は大学教授であった。テネシー州のヴァンダービルト大学を卒業。第二次世界大戦に従軍後、Yale Drama Schoolで学び、舞台の演出等を手がけるようになる。その後、NBCのプロデューサーであった友人のFred Coeに紹介されてテレビドラマの監督を手がけるようになる。
1953年にテレビドラマとして手掛け、1955年に映画化した『マーティ』では、アカデミー監督賞とカンヌ国際映画祭パルム・ドールを受賞した。もともと映画よりもテレビドラマの監督で、特に1970年代以降はテレビで活躍した。1967年から1971年まで全米監督協会の会長を務めた。

## 主な映画作品
- 『マーティ』 Marty (1955年)
- 『独身者のパーティ』 The Bachelor Party (1956年)
- 『楡の木蔭の欲望』 Desire Under the Elms (1958年)
- 『旅路』 Separate Tables (1958年)
- 『階段の上の暗闇』 The Dark at the Top of the Stairs (1960年)
- 『恋人よ帰れ』 Lover Come Back (1961年)
- 『硫黄島の英雄』 The Outsider (1961年)
- 『ミンクの手ざわり』 That Touch of Mink (1962年)
- 『ニューヨーク泥棒結社』 Fitzwilly (1967年)
- 『さすらいの旅路』 David Copperfield (1969年)
- 『ジェーン・エア』 Jane Eyre (1970年)
- 『西部戦線異状なし』 All Quiet on the Western Front (1979年) テレビ映画
- 『気球の8人』 Night Crossing (1982年)
- 『パットン将軍 最後の日々』 The Last Days of Patton (1986年) テレビ映画

## 参照
1. ↑  Delbert Mann Biography (1920-)